# Nacho Orviz
Nacho Orviz Menéndez (Gijón, 2 de diciembre de 1958) es un  alpinista español, parte de la selección de Endesa, empresa que le patrocinó en su expedición junto a Edurne Pasaban. A día de hoy se anota siete ochomiles. Sus primeros pasos como alpinista tuvieron lugar en Gijón, concretamente en la Ñora. Después vino Quirós. 

## Trayectoria deportiva
Nacho Orviz comenzó en el mundo de la escalada con solo 18 años, con el ya desaparecido Club Esquí Alpino de Gijón (primero en los acantilados de la cercana playa de la Ñora, después en los montes del concejo o municipio asturiano de Quirós) y hecho su primera cumbre en el asturiano Pienzu (1161 metros), el pico más alto de la cordillera del Sueve, luego se marcó retos más ambiciosos. El primer «ochomil» de su carrera fue el Gasherbrum II (8.035 m), que coronó en 1997. Le seguirían el Makalu (8463 m) en 2004, en compañía de la también asturiana Rosa Fernández, el Nanga Parbat (8125 m) en 2005, formando parte de un grupo en el que figuraba la montañera Edurne Pasaban; el Dhaulagiri (8167 m) en 2008; el Annapurna (8091 m) y el Shisha Pangma (8046 metros), ambos en 2010 y también con Edurne Pasaban y el equipo del programa de Televisión Española (TVE) «Al Filo de lo Imposible», del que formaba parte Orviz como cámara de altura; el Cho Oyu ("Diosa Turquesa" en tibetano), la sexta montaña más alta de la Tierra (8201 m), que se encuentra en Nepal, concretamente en el Himalaya y a 20 km del oeste del Everest, el 1 de octubre de 2011, esta última (Cho Oyu) fue ascendida anteriormente en 2011 por Orviz en solitario y por último, su última ascensión hasta el momento de un ochomil, el Broad Peak (8051 m). Todos ellos los ha vencido a pulmón, sin oxígeno artificial, que es lo verdaderamente complicado a la hora de hacer frente a una altura semejante. Estas dificultades son las que le impidieron llegar a la cima del Everest en los años 1993, 2011 y 2012, así como al Manaslu. También ha escalado en Patagonia (Cerro Torre) 1997/98, en Yosemite (The Nose, Triple Directa, Salathe) y practica escalada deportiva donde ha llegado a nivel 8B.

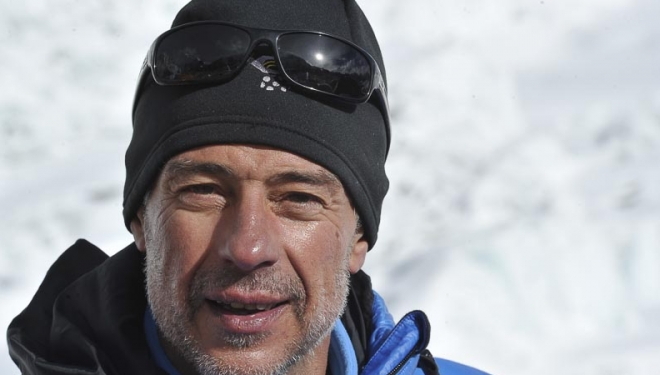
Nacho en una de sus ascensiones.

PREMIO DELFOS Nacional 2015

## Vida personal
Bombero de profesión (ingresó en el Cuerpo de Bomberos de Gijón en 1988), antes había sido guardia del refugio de montaña de 1982 a 1983 de la Vega de Urriellu (Cabrales, Asturias), lo que aprovechó para llevar a cabo más de cien ascensiones al célebre Picu Urriellu o Naranjo de Bulnes, donde en 1984 hizo tres vías diferentes por la cara Oeste en sólo 18 horas.
Actualmente soltero y con una hija.
- Datos: Q20016451
- Multimedia: Nacho Orviz / Q20016451